# Per-Banebdjedet
Mendes (grec antic: Μένδης, -ητος; llatí: Mendēs, -ētis) fou una ciutat de l'antic Egipte, a la zona del Delta del Nil, que correspon a l'actual Tell al-Rub (àrab: تل الربع, Tall ar-Rubʿ). Els egipcis l'anomenaven Per-Banebdjedet, que literalment significa ‘el Domini del moltó, senyor de Djedet’, perquè el lloc era el centre del culte al moltó Ba, o bé simplement Djedet. El culte principal era el de la deessa-peix Hatmehyt, i fou capital del nomós XVI del Baix Egipte (Kha). Mendes fou la ciutat d'origen (i capital) de la dinastia XXIX d'Egipte.
S'han trobat mastabes de l'Imperi antic, alguns monuments del temps de Ramsès II, Merenptah i Ramsès III, i un temple erigit per Ahmosis (sobre un anterior temple) que fou consagrat als déus Ra, Osiris, Shu i Geb que era format per quatre blocs monolítics dels quals només es conserva un de quasi 8 metres que correspon al deu Shu i està al sud-oest, temple que fou restaurat per Ptolemeu II Filadelf. En relació amb el culte s'ha trobat un cementiri de moltons amb els sarcòfags negres on se'ls enterrava. La ciutat ocupava almenys dos turons, però probablement molts temples i monuments es van traslladar a Pi-Ramsès.
Sota domini romà va perdre la capitalitat del nomós en favor de Tmuis (grec antic: Θμοῦις, Thmouis), que es correspon amb l'actual Tell al-Timai, prop de Tell al-Rub, al nord-oest d'Al-Simbellawein.